# 花朵的顏色
《花朵的顏色》（日语：ハナノイロ）是日本搖滾樂團nano.RIPE的第3張單曲。2011年4月20日由Lantis發行。

## 簡介
表題曲「花朵的顏色」曾被讀賣電視台播出的電視動畫《花開物語》選為前半季片頭主題曲使用。另外，該歌曲的音樂PV是由電影作家番場秀一負責。
單曲《花朵的顏色》於2011年5月2日在Oricon公信榜初次亮相時登上週榜第15名，成為主唱樂團nano.RIPE的第一次進入前20名的歌曲。

## 收錄歌曲
所有歌曲由作詞，nano.RIPE成員編曲。
1. 花朵的顏色（ハナノイロ） [4:04]
  - 作曲：
  - 讀賣電視台電視動畫《花開物語》前半季片頭主題曲
  - 以同名動畫主角松前緒花所編製的形象歌曲[8]。至於歌名是以同名動畫的形象影片標語的縮寫進行命名[9]。
2. 虛擬男孩 [1:57]
  - 作曲：
  - 歌曲內容描述主角是一位在虛擬世界生存的男子，感受著現實與理想交界處的內心煩惱與衝突[9]。負責作詞、作曲的表示「有一種玩具箱被弄得天翻地覆的感覺[9]」。
3. 花殘曉月 [3:46]
  - 作曲：佐佐木淳，編曲：nano.RIPE
  - 表示，經由佐佐木淳的作曲之後聽了有一種「即使很悲傷，但還是有一個善良和舒適之處[9]」的感受。

## 收錄專輯
| 曲名       | 專輯名稱 | 發行日期       | 備註                      |
| ---------- | -------- | -------------- | ------------------------- |
| 花朵的顏色 | 《》     | 2011年10月19日 | nano.RIPE的首張錄音室專輯 |

## 腳註

## 外部連結
- Lantis官方網站的歌曲介紹頁面
  - 商品情報 （页面存档备份，存于） （日語）
  - 「花朵的顏色」特設官網 （页面存档备份，存于） （日語）